# Pseudocalamobius javanicus
Pseudocalamobius javanicus är en skalbaggsart som beskrevs av Stefan von Breuning 1948. Pseudocalamobius javanicus ingår i släktet Pseudocalamobius och familjen långhorningar. Inga underarter finns listade i Catalogue of Life.